# SN 2006gy

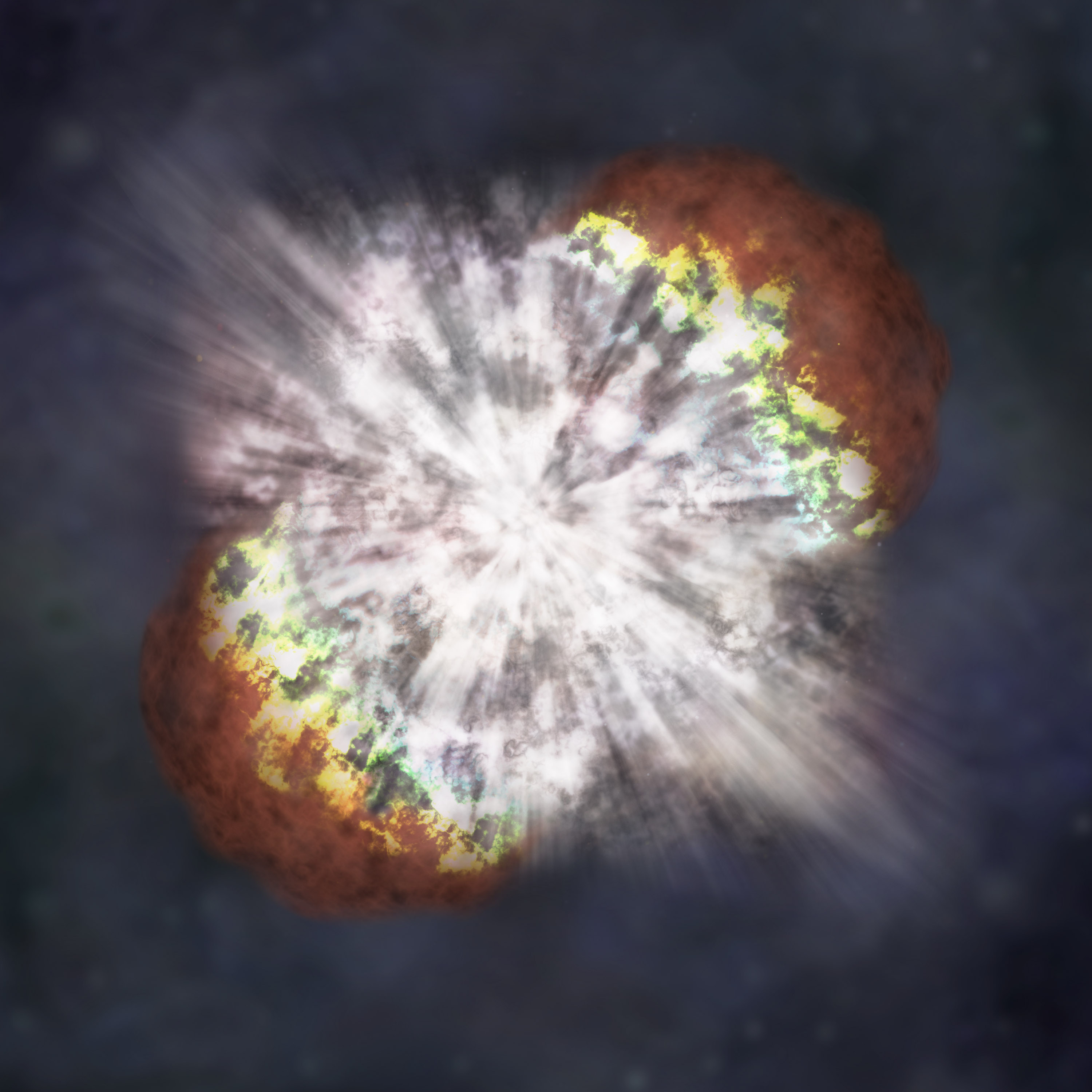
SN 2006gy의 폭발의 상상도.

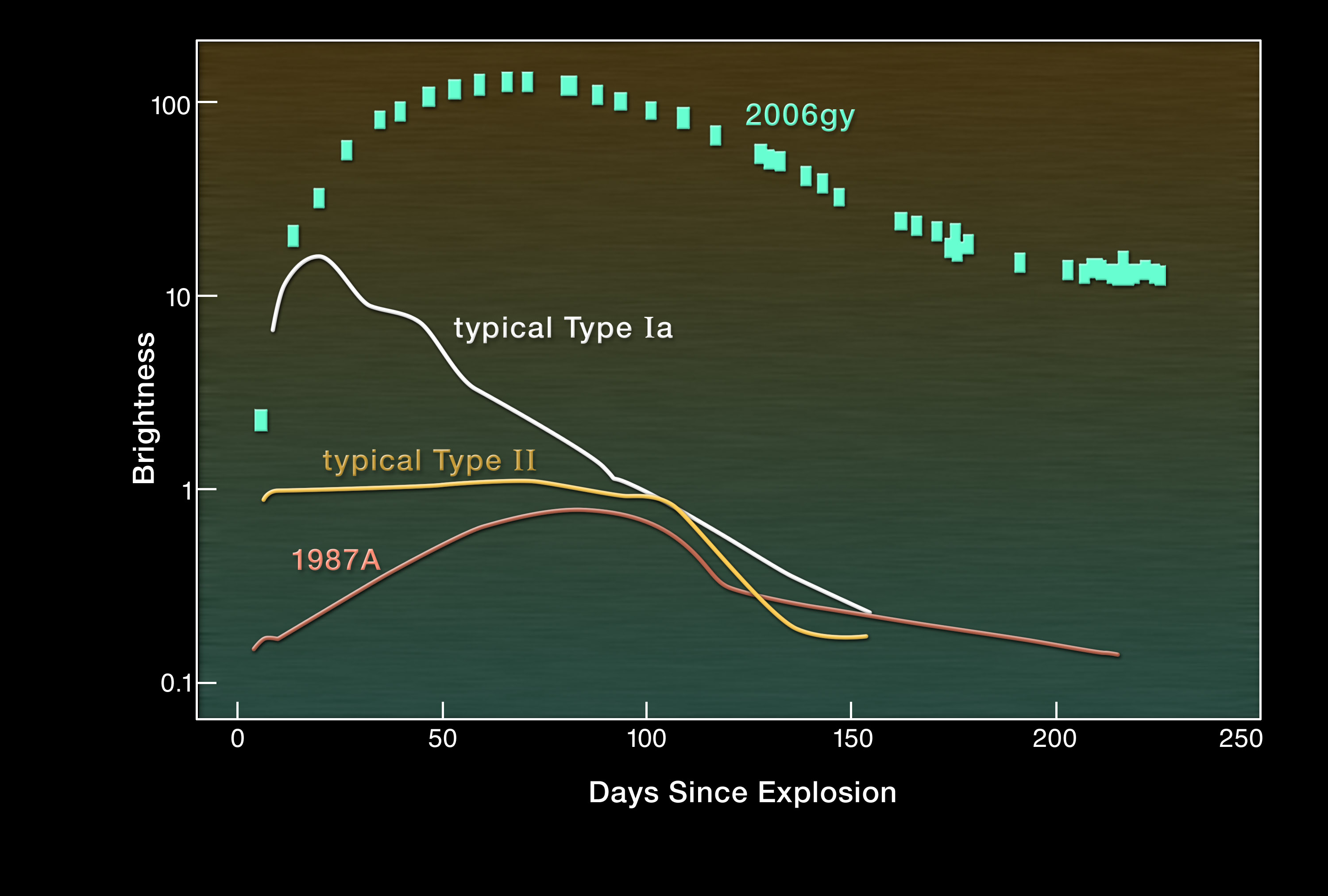
SN 2006gy의 밝기 곡선과 Ia, II, SN 1987A의 밝기 곡선.

SN 2006gy는 2006년 9월 18일 페르세우스자리에서 발견된 매우 강력한 거대 초신성이다. 때때로 ‘하이퍼 노바’, 메가노바 또는 ‘쿼크노바’라고 불린다. 거리는 약 2억 3,800만 광년(7,200만 파섹)이며, 폭발할 직전의 질량은 150 M☉이다. 폭발을 일으켰을 때의 폭발 에너지는 1052에르그이다. 원래의 별은 동반성이었으며, 질량은 130-250 M⊙에 달할 것으로 추정된다. 2006년 9월 18일 Robert Quimby 와 P.Mondon 그리고 몇 팀의 천문학자들이 찬드라, 릭 그리고 켁 망원경을 이용하여 발견하였다. 2007년 5월 NASA와 일부 천문학자들은 이 천체에 대해 “그 동안의 기록된 것들 중 가장 밝은 별의 폭발” 이라고 발표했다. 2007년 10월 Quimby는 SN 2005ap의 기록이 SN 2006gy로 인해 갱신되었다고 발표했으며, 뉴욕 타임즈는 2007년 과학적 발견 Top 10에 이 천체를 올려놓았다.

## 성질
SN 2006gy는 거의 2억 3,800만 광년 (72 메가파섹) 떨어진 NGC 1260에서 발생하였다. 따라서, 초신성에서 지구까지 도달하는 시간적 차이로 보면 이 현상은 2억 3,800만 년 이전에 발생한 것이라 볼 수 있다. SN 2006gy는 태양질량의 약 150배에 달하는 매우 거대한 항성의 초신성 폭발이며 이중 구조 초신성일 가능성이 있다. 이것의 폭발로 인해 발생되는 운동에너지는 1052erg (1045J)로 추산된다. 이중 구조 초신성은 태양질량의 130배에서 250배나 되는 매우 큰 질량의 항성에서만 일어날 수 있다.
SN 2006gy에서의 빛의 휘어짐은 다른 초신성 타입들과는 비교가 된다. SN 2006gy의 광도는 맨눈으로 보아도 충분히 밝은 SN 1987A의 100배에 다다름에도 SN 1987A보다 1400배나 더 멀리 떨어져 있다. 이 거리는 망원경 없이는 관측할 수 없을 정도의 먼 거리이다. 칼가리 대학의 캐나다 과학자인 Denis Leahy와 Rachid ouyed는 SN 2006gy는 쿼크별의 탄생이라고 제안해왔다.

## 용골자리 에타와의 유사성
용골자리 에타는 우리 은하에 있으면서 지구로부터는 7,500광년 떨어져 있는 매우 밝은 극대 거성이다. 에타별은 SN 2006gy 보다 약 32,000배나 더 가깝게 있기 때문에 이로부터 오는 빛은 SN 2006gy보다 10억배 더 밝을 것으로 예측된다. 용골자리 에타는 SN 2006gy가 될 정도의 항성과 비슷한 크기를 가지고 있다. SN 2006gy를 발견한 사람중 한 명인 Dave Pooley는 만약 용골자리 에타가 비슷한 방법으로 폭발한다면 지구에서 밤에도 낮보다 더 환한 상태에서 글을 읽을 수 있을 정도로 충분한 빛이 나온다고 말한다. SN 2006gy 의 겉보기 등급은 약 +15.0등급 이므로 에타별에서 비슷한 현상이 일어난다면 그 때의 겉보기 등급은 약 -7.5등급까지 측정될 것이다. 천체물리학자인 Mario Livio에 따르면 이러한 현상은 언제든지 일어날 수 있지만 지구상의 생명체에게 끼치는 위험은 적다고 말한다.

## 같이 보기
- 극대거성